# Pothoek
Pothoek is een buurtschap in de gemeente Hof van Twente in de Nederlandse provincie Overijssel. Het ligt in het westen van de gemeente, een kilometer ten noordoosten van Markelo, tussen de gehuchten Achterhoek en Herike aan de voet van de Herikerberg.
Café en herberg "De Pot", oorspronkelijk uit 1583 maar in 1830 grotendeels afgebrand, is een horecagelegenheid in authentieke stijl. Nabij "De Pot" bevindt zich sinds 1969 zwembad "De Vijf Heuvels".
Hoofdplaats: Goor      Stadjes: Delden · Diepenheim

Dorpen: Bentelo · Hengevelde · Markelo

Buurtschappen: Achterhoek · Azelo (deels) · Beusbergen · De Ha · Deldenerbroek (deels) · Deldeneresch · Dijkerhoek · Elsen · Elsenerbroek · Herike · Kerspel Goor · Markelosebroek · Markvelde · Pothoek · Schoolbuurt · Stokkum · Wiene · Zeldam

Voormalige gemeenten: Diepenheim · Goor · Markelo · Delden (Stad · Ambt)

Overijssel · Steden en dorpen in Overijssel      Nederland · Provincies · Gemeenten